# 南方舞廳 (作家)
南方舞廳，是香港的一名女作家，同時亦為多部電視劇的監製、編審與編劇。著有多部小說、散文集，當中「瑪嘉烈與大衛」系列獲改編為網劇及電視劇，備受好評之餘，亦引起網民熱烈討論。另有於網絡平台上發表網誌與撰寫專欄文章，分享不同方面的經驗與心得等。

## 筆名由來
2016年，南方舞廳在接受JET Magazine雜誌訪問時表示，自己當初選擇使用這筆名，是因為當時在看內地網絡連載小說《盜墓筆記》時，發現作者「南派三叔」的名字不錯，但與此同時其又喜歡組合達明一派的歌曲《南方舞廳》，最後選擇了後者作為其寫小說時使用的網名。

## 人生經歷
南方舞廳早年曾於商業電台與廣告公司工作，及至2014年出版其首部小說《瑪嘉烈與大衛的最初》（該小說後來於2016年成為ViuTV的電視劇《瑪嘉烈與大衛》，而該電視台亦邀請其作為該劇的編審與監製）。
此後數年，她又創作散文、小說數本，亦擔任多部電視劇的製作，包括編審及監制等工作，當中亦包括其改編成電視劇的作品。
除了小說與電視劇創作，她亦擁有自己的個人網誌「我們不是天使」與路訊通專欄，亦曾於香港經濟日報發表多篇觀點文章，表達自己對不同事件的看法。相隔十多年（2024）以當年專欄中部份題目再寫一次，以一題兩寫創作出《我們不是亦舒》開首內容。
2018年，她獲大型連鎖書店誠品書店邀請，在「第26屆台北國際書展」期間到台灣進行分享，是該書店當年合作的逾2200名藝文工作者之一。

## 參與訪問
南方舞廳所參與的訪問雖然不多，但在這些訪問中，仍有表達出一些個人的意見，以下將一一列出：

### 談及Uber的服務
2015年，她接受TOPick訪問時分享了其使用網約車平台Uber的經歷，表示曾有司機沒有選擇最短的行車路線，以致收費較高；但她亦同時指出該平台設有完善的監察與投訴系統，令服務質素有保證。

### 談及改編劇集
她曾在一個訪問中指出，改編劇集既能吸引本地觀眾欣賞本地劇集，亦可推動閱讀文化，而不只停留於「受歡迎」與「有收視」之說。例如曾有數年沒看小說的讀者觀看過《瑪嘉烈與大衛》系列劇集後，「想找小說來看」。

## 寫作風格

### 小說作品
南方舞廳的小說作品，以香港為場景、以愛情為主線，但又不會單純只談愛情，且作品貼地、生活化，易令讀者產生共鳴，亦擅長於散文式創作（但放置於劇集則會容易出現結構問題，詳見下文）。

### 影視作品
本段所指的「影視作品」，不只限於她參與編審、監製等工作的電視劇集，亦包括由其著作修改而成的電視劇集。
她在編寫劇本時，會將每集長度設定為30分鐘，原因在於希望能在有限的時間中描寫更多的人物性格與關係；亦曾在劇本中加入同性戀元素，被著名影評人游大東形容是「香港少數會在其作品加插這些構段的人」。
然而，在改編小說成為電視劇的過程中，並非一帆風順。她曾指出，小說中的「留白」元素不能放置於電視劇集的製作上，且故事發展亦不能寫得過分直接。

## 著作
如無特別描述，所有著作皆由「WE Press 香港人出版」出版。下表依照出版日期，由舊至新排列著作。

### 「瑪嘉烈與大衛的」小說系列
該系列為一部愛情小說系列。
| 書名                   | 出版日期  |
| ---------------------- | --------- |
| 《瑪嘉烈與大衛的最初》 | 2014年3月 |
| 《瑪嘉烈與大衛的蒼蠅》 | 2014年6月 |
| 《瑪嘉烈與大衛的前度》 | 2015年3月 |
| 《瑪嘉烈與大衛的綠豆》 | 2016年1月 |
| 《瑪嘉烈與大衛的絲絲》 | 2017年9月 |

### 散文作品
| 書名             | 出版日期   |
| ---------------- | ---------- |
| 《閃》           | 2015年6月  |
| 《內情》         | 2015年12月 |
| 《食旨》         | 2021年5月  |
| 《我們不是亦舒》 | 2024年10月 |

## 曾參與製作的作品
如無特別描述，所有作品均於ViuTV首播。當中《瑪嘉烈與大衛》系列改編自其小說作品。
下表將依照作品的首播日期（如同一套作品曾於多個平台上播出，則以最早首播的平台為準），由舊至新排列。
| 作品名稱                  | 首播日期                                    | 參與身份   | 註釋 |
| ------------------------- | ------------------------------------------- | ---------- | --- |
| 《瑪嘉烈與大衛》          | 2016年1月27日（網劇） 2016年7月11日（電視） | 編審、監製 | 「等緊開台劇」 網劇版本每集長度僅為數分鐘電視版本另行命名為《綠豆前的我們》，為網劇版的合集，內容有所刪剪或修改 |
| 《瑪嘉烈與大衛系列 綠豆》 | 2016年4月11日                               | 編審、監製 | 此劇因原定之開台劇《三一如三》拍攝進度未如理想而出現                                                            |
| 《三一如三》              | 2016年7月25日                               | 編審       | 為一部實況處境劇                                                                                                |
| 《瑪嘉烈與大衛系列 前度》 | 2017年7月17日                               | 編審、監製 | |
| 《身後事務所》            | 2018年8月13日                               | 編審、監製 | 首部南方舞廳原著小說被改編的電視劇                                                                              |
| 《做演藝嘅》              | 2018年12月24日                              | 編審、監製 | |
| 《婚內情》                | 2019年4月29日                               | 監製       | |
| 《娛樂風雲》              | 2019年7月15日                               | 編審、監製 | 為《做演藝嘅》的延續                                                                                            |
| 《是滴是友》              | 2021年3月15日                               | 編審、監製 | 首部非戲劇作品                                                                                                  |
| 《瑪嘉烈與大衛系列 絲絲》 | 2024年3月25日                               | 編審、監製 | 「ViuTV 八週年台慶劇」                                                                                          |

## 奬項
| 獎項名稱                                       | 得獎書籍               |
| ---------------------------------------------- | ---------------------- |
| 誠品書店閱讀職人大賽 2017年度最期待作家 - 香港 | 《瑪嘉烈與大衛的絲絲》 |
| 誠品香港2012-2017 暢銷榜TOP100                 | 「瑪嘉烈與大衛的」系列 |
| 香港金閱獎2016 最佳文史哲書                    | 《瑪嘉烈與大衛的綠豆》 |
| 誠品書店暢銷榜華文創作第1位 - 香港             | 「瑪嘉烈與大衛的」系列 |
| 2016 香港誠品年度百大暢銷書第5位               | 《瑪嘉烈與大衛的綠豆》 |
| 誠品書店暢銷榜華文創作第3位 - 香港             | 《我們不是亦舒》       |

## 評價
南方舞廳所寫的著作、所參與製作的電視劇雖不少，但並非所有作品均得到好評。不同人士曾對其著作發表過不同的評價，以下將枚舉部份曾在媒體與網絡上出現的評價。

### 正面評價
南方舞廳的著作不僅深受讀者與觀眾歡迎，在社群網站豆瓣上，不少作品亦獲得7分或以上的優良評價，各方人士亦對其有一些不乏不俗且良好的評價。
在小說方面，曾參與劇集《瑪嘉烈與大衛系列 綠豆》的演員周家怡表示，原著的對話、描寫令整個故事有逼真感：
|                 | 這本小說（《瑪嘉烈與大衛的綠豆》）很好看，裏面的對話非常現實，描寫也很細膩，讓整個故事都非常真和有味道。 |
| ——演員 周家怡， | |

小說作者江澄亦曾與其他愛情小說作家的著作比較，認為南方舞廳的「瑪嘉烈與大衛」系列不像其他作品般採用傳統的敍事方式，使作品更容易閱讀，並形容是一種「很親民的創新」：
|                   | 愛情小說很容易老套，出色的作品也不例外，《瑪嘉烈與大衛》勝在完全不老套，南方舞廳單用文字就能營造一種簡約和現代的感覺。她的小說也不用傳統的敘事方式，像極短篇又像散文，易看易讀，是一種很親民的創新。 |
| ——小說作者 江澄， | |

而在電視劇方面，馬來西亞報章「星洲日報」專欄作家蘇燕婷曾經發表一篇題為「虛構中的小現實」的專欄文章，文中表達其對南方舞廳參與製作的電視劇有所喜愛，原因在於這些劇中「呈現了濃厚的小說意味」，更因而令筆者買下她的小說來看：
|                     | …但我還是喜歡她編劇、編審或監製的戲，因為一開始她就在劇裡呈現了濃厚的小說意味，看戲如同閱讀小說，但看戲又不是看小說（為此買了她的小說來讀）。 |
| ——專欄作家 蘇燕婷， | |

### 負面評價
縱使她的作品有再多的支持，仍有部份人士對相關作品有著負面評價。
有人曾指出南方舞廳監製的劇集雖能吸引輿論注意，但在收音、劇情推展等方面仍存在一些缺陷，很難留得住電視台原有的觀眾群。
|                     | …但劇集（《婚內情》）開播後即見真章，首集差劣的收音效果令觀劇興趣大打折扣，加上對白充滿斧鑿痕…橋段老套婆媽。劇集以半小時為一集，節奏慢得可憐，連續幾晚也令我有「咁就做完喇？」的感覺。就算演員表現再好，觀眾的耐性也被消耗。 |
| ——明報編者 梁慧思， | |

## 外部連結
- 南方舞廳於「We Press 香港人出版」網站上的描述（页面存档备份，存于）
- 南方舞廳於豆瓣上的描述（页面存档备份，存于）
- 南方舞廳個人網誌「我們不是天使」
- 南方舞廳的Facebook專頁